# Сайрі Тупак
Сайрі Тупак (*Sayri Tupaq, 1535 —1560) — володар інків (так званий 2-й Інка Вількабамби) у 1544–1560 роках (фактично до 1558 року).

## Життєпис
Походив з династії Верхнього Куско. Син Манко Юпанкі, володаря інків Вількабамби, та його дружини-сестри Кури Окльо. У 1539 році його мати стратили іспанці. У 1544 році втратив батька, якого отруїли іспанці. Ставши володарем інків, Сайрі Тупак фактично не керував, владу перебрали регенти.
У 1544–1547 роках військові дії з іспанцями припинилися. Останні буи зайняті придушенням заколоту Гонсало Піссаро. В цей час відбувається потужне відродження традиціоналізму. У відсутність войовничого лідера інки Вількабамби припинили свої набіги на іспанські комунікації. Перестали вживатися подальші спроби перейняти іспанські прийоми ведення бою, регенти стали сподіватися, що географічного положення буде достатньо, щоб охороняти їх в тихій ізоляції.
У 1547 році віце-король Педро де Гаска розпочав перемовини з Сайрі Тупаком стосовно підкорення іспанцям. В свою чергу регенти визначили умови підкорення іспанській короні: отримати землі, які Сайрі Тупак на той момент контролював в Вількабамбі, разом з прилеглим до них трикутником території, утвореним злиттям річок Апурімак і Абанкай та королівською дорогою, будинки в Куско, садибу і земельний наділ з будинками в Хакі Хауані. Перемовини тривали протягом 1548–1549 років.
У 1549 році угоду було досягнуто. Для зустрічі Сайрі Тупака рушив прихильник іспанців (оголошений ними Сапа Інкою) стрийко Паулью Інка. Останній досяг Уайнакапако, де раптово захворів та повернувся до Куско. Тут незабаром Паулья Інка помер. Регенти Сайрі Тупака запідозрили зраду з боку іспанців, тому Сайрі Тупак залишився у Вількабамбі.
19 березня 1552 спадкоємець іспанського трону Філіп написав послання Сайрі Тупаку. У ньому він визнав, що Манко був спровокований на те, щоб підняти повстання, і повністю дарували Сайрі Тупаку помилування за будь-які злочини, які могли бути вчинені з часу його сходження на престол. Він також дав обіцянку, що міста Вількабамби не будуть віддані королівською владою в нагороду жодному з іспанців. Але, віце-король, який повинен був доставити цей лист, помер до того, як досяг Перу. Вже король Філіп II повторив умови, викладені в цьому листі, наступному віце-королю, дону Андресу Уртадо де Мендоса, маркізу Каньєте, у березні 1555 року, де просив його продовжити перемовини з метою виманити Інку зі своєї цитаделі.
У 1556 році офіційно вступив на трон, прийнявши ім'я Манко Капак Пачакутек Юпанкі. Як перемовника Уртадо де Мендоса обрав Беатріс Уайльяс Н'юсту, доньку Уайни Капака. Нові перемовини розпочалися у 1557 році, які завершилися згодою Інки оселитися поблизу Куско. 7 жовтня Манко Капак Пачакутек Юпанкі залишив Вількабамбу, проте залишив імператорські регалії братові Тіто Кусі Юпанкі.
Сайрі Тупак прибув до Ліми 5 січня 1558 року. Він був першим і єдиним Інкою, який відвідав столицю іспанців в Перу. Віце-король послав усю міську раду зустрічати Інку на краю міста і оселив його у своєму палаці. За рішення віце-короля Сайрі Тупак отримав землі навколо Оропеси, Хакіхуана (поблизу Куско), 2 земельних володіння, що включали фортецю Пукара, також призначався аделантадо (намісником) та маршалом долини Юкай. Сайрі Тупак став великим землевласником з щорічною рентою у нинішньому обчисленні близько 200 тис. доларів.
Незабаром за згоди папи римського Юлія III на прохання короля Філіппа II та віце-короля де Мендоса) одружився зі своєю сестрою Кусі Уаркай. Їх шлюб оформив Хуан Солано, єпископ Куско. Сайрі Тупак став ходити до монастирської церкви Санто-Домінго, побудованої в стінах храму Коріканча. Наприкінці 1558 року Інка Сайрі Тупак і його дружина пройшли обряд хрещення, який звершив єпископ Солано, а конкістадор Алонсо де Інохоса був хрещеним батьком. Інка при хрещенні отримав комбінацію імен свого батька і віцекороля: Дон Дієго Уртадо де Мендоса Інка Манко Капак Юпанкі. Кусі Уаркай хрестилася як Марія Манрике, а їх немовля-донька отримала ім'я Беатріс Клара.
На початку 1559 року перебирається до свого маєтку в долині Юкай. У 1560 року він раптово помер, за думкою деяких дослідників від отрути, яку отримав ще в Куско. Це дало змогу його братові Тіто Кусі Юпанкі офіційно зійти на трон.